# Sicx
Sicx (* 27. Juni 1970 in Sacramento, Kalifornien; bürgerlich Maxmillian Levec Kunitz) ist ein Rapper aus Sacramento.

## Biographie
Er wurde zusammen mit Brotha Lynch Hung und X-Raided bekannt für West Coast Gangsta Rap mit einem „Sicc Twist“. Die Texte handeln meist von den dunklen Seiten des Gang-Lebens (da er und Brotha Lynch Hung zu den Crips gehören), welches Mord, Vergewaltigung usw. beinhaltet.
Fälschlicherweise wird er oft für einen Bruder des bekannten Undergroundrappers Brotha Lynch Hung gehalten, da beide zusammen aufwuchsen und sich in mehreren Liedern als „brother“ bezeichnen.
Sicx, Brotha Lynch Hung und X-Raided veröffentlichten 1991 ihre erste offizielle EP Niggaz In Blacc. Zudem veröffentlichte er zwei Soloalben, ein Album zusammen mit Brotha Lynch Hung und hatte einige Features auf Compilations sowie bei diversen Künstlern aus Sacramento. Er war unter anderem in dem Film Now Eat (2000) neben Brotha Lynch Hung zu sehen. Der Film handelt unter anderem von Kannibalismus, den Brotha Lynch Hung oft in seinen Texten als Metapher benutzt.

## Verhaftung
Im Jahr 2001 wurden Kunitz und seine Freundin verhaftet. Beiden wurde Kindesmissbrauch, Vergewaltigung und Kinderpornografie vorgeworfen, er soll zusammen mit seiner Freundin beide seiner Adoptivtöchter sexuell missbraucht und in eindeutigen Posen fotografiert haben. Kunitz plädierte auf schuldig, er und seine Freundin wurden zu 32 Jahren Gefängnis verurteilt. Sicx befindet sich in einer nicht näher genannten Strafanstalt in Kalifornien. 2004 wurde die Strafe in zweiter Instanz bestätigt.

## Diskografie
- 1991: "Niggaz In Blacc" (Kassette) mit Brotha Lynch Hung und X-Raided
- 1995: Dead 4 Life (CD)
- 1998: Nigga Deep (CD) mit Brotha Lynch Hung
- 1999: If These Walls Could Talk (CD)

| Personendaten    | Personendaten                              |
| ---------------- | ------------------------------------------ |
| NAME             | Sicx                                       |
| ALTERNATIVNAMEN  | Kunitz, Maxmillian Levec (wirklicher Name) |
| KURZBESCHREIBUNG | US-amerikanischer Rapper                   |
| GEBURTSDATUM     | 27. Juni 1970                              |
| GEBURTSORT       | Sacramento, Kalifornien, USA               |